# Ghiacciaio Dragoman

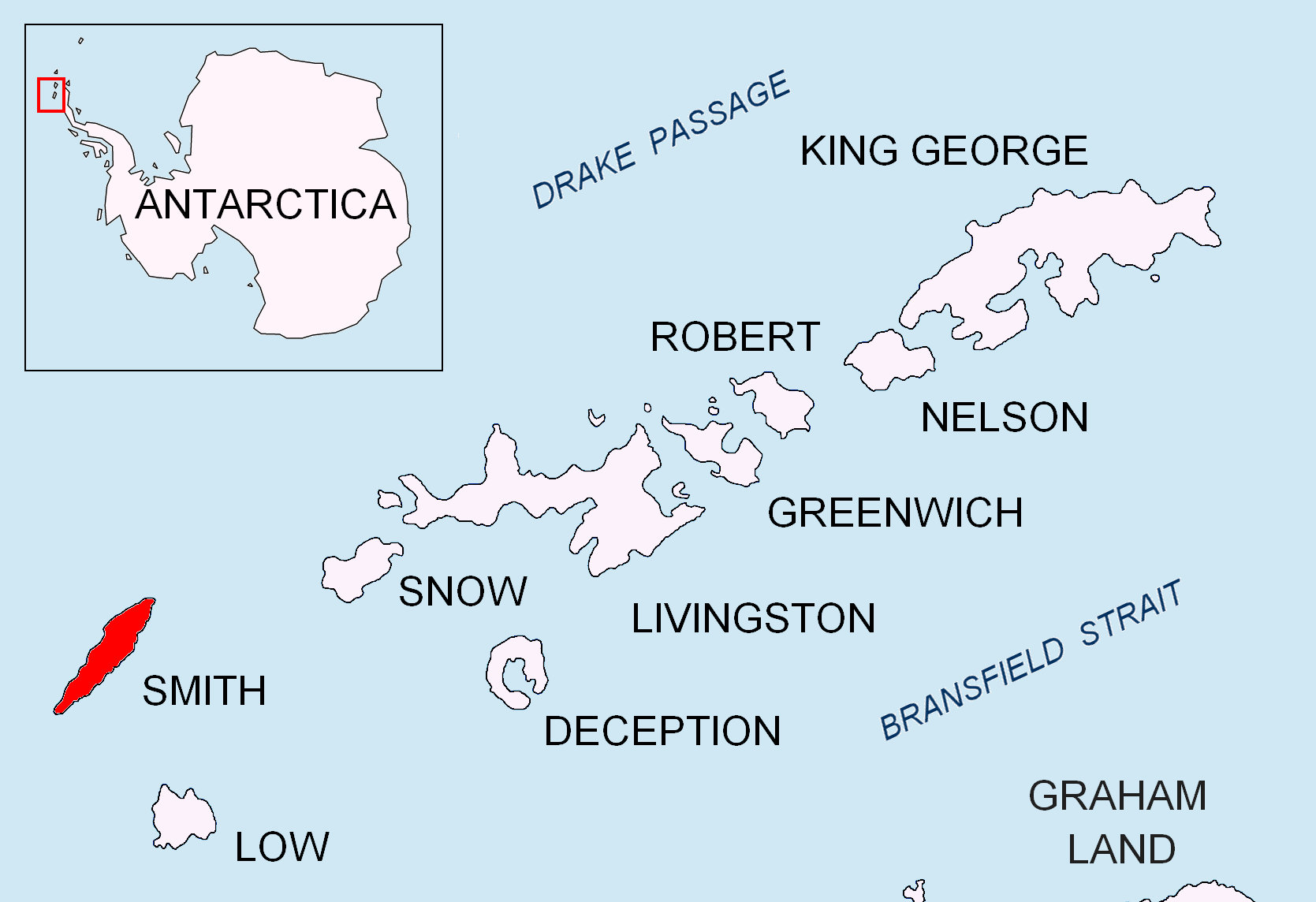
Localizzazione dell'Isola Smith, nelle Isole Shetland Meridionali.

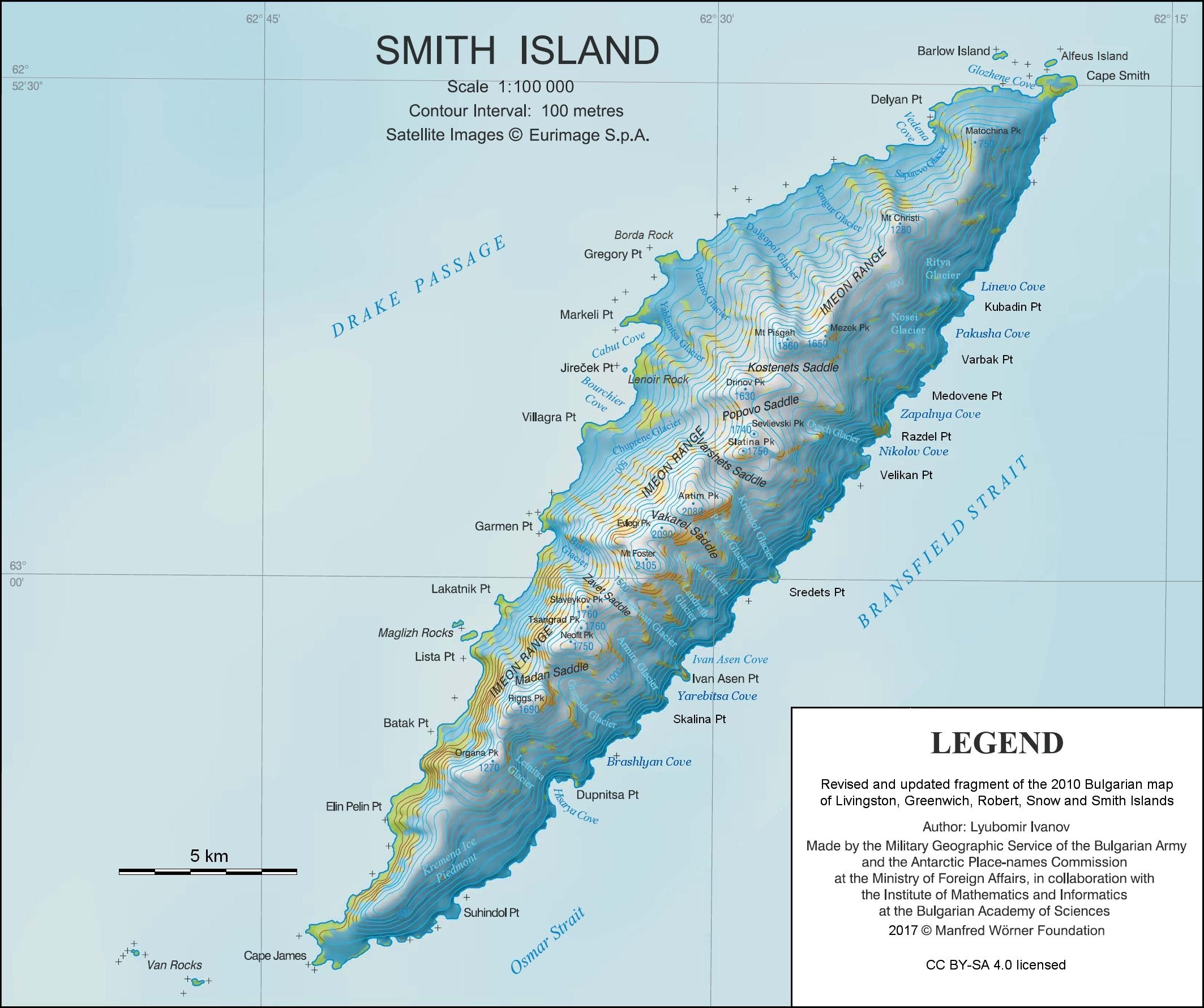
Mappa topografica dell'Isola Smith. Il Ghiacciaio Dragoman si trova nella parte centrale dell'immagine, verso la costa orientale dell'isola.

Il Ghiacciaio Dragoman (in lingua bulgara: ледник Драгоман, Lednik Dragoman) è un ghiacciaio antartico, lungo 2,6 km, che drena le pendici sudorientali dell'Imeon Range, catena montuosa che occupa la parte interna dell'Isola Smith, che fa parte delle Isole Shetland Meridionali, in Antartide.

## Localizzazione
Il ghiacciaio drena le pendici sudorientali dell'Imeon Range, a sudest della Zavet Saddle e a sud della sommità del Monte Foster. È situato a sudest del Ghiacciaio Bistra, a sudovest del Ghiacciaio Landreth e a nordest del Ghiacciaio Armira. Fluisce in direzione sudest fino a entrare nella Ivan Asen Cove nello Stretto Osmar.
Mappatura bulgara del 2009.

## Denominazione
La denominazione è stata assegnata dalla Commissione bulgara per i toponimi antartici in onore della città di Dragoman, nella parte occidentale della Bulgaria.

## Mappe
- Chart of South Shetland including Coronation Island, &c. from the exploration of the sloop Dove in the years 1821 and 1822 by George Powell Commander of the same. Scale ca. 1:200000. London: Laurie, 1822.
- L.L. Ivanov. Antarctica: Livingston Island and Greenwich, Robert, Snow and Smith Islands. Scale 1:120000 topographic map. Troyan: Manfred Wörner Foundation, 2010. ISBN 978-954-92032-9-5 (First edition 2009. ISBN 978-954-92032-6-4)
- South Shetland Islands: Smith and Low Islands. Scale 1:150000 topographic map No. 13677. British Antarctic Survey, 2009.
- Antarctic Digital Database (ADD). Scale 1:250000 topographic map of Antarctica. Scientific Committee on Antarctic Research (SCAR). Since 1993, regularly upgraded and updated.
- L.L. Ivanov. Antarctica: Livingston Island and Smith Island. Scale 1:100000 topographic map. Manfred Wörner Foundation, 2017. ISBN 978-619-90008-3-0